# Campionato europeo femminile under 17 di calcio 2013
Il Campionato europeo femminile under 17 di calcio 2013 è stato la sesta edizione della competizione. La fase finale si è disputata a Nyon, in Svizzera, dal 26 al 29 giugno 2013. 
La Polonia ha vinto il titolo per la prima volta.

Con il ritorno della Slovacchia e l'esordio del Montenegro, le partecipanti sono salite a 44, nuovo primato della manifestazione.

## Fase finale

### Tabellone
|  | Semifinali | Semifinali | Semifinali |        |         | Finale          | Finale          | Finale          |  |
|  |            |            |            |        |         |                 |                 |                 |  |
|  | Belgio     | Belgio     | 1          |        |         |                 |                 |                 |  |
|  | Belgio     | Belgio     | 1          |        |         |                 |                 |                 |  |
|  | Polonia    | Polonia    | 3          |        |         |                 |                 |                 |  |
|  | Polonia    | Polonia    | 3          |        | Polonia | Polonia         | 1               |                 |  |
|  |            |            |            |        | Polonia | Polonia         | 1               |                 |  |
|  |            |            | Svezia     | Svezia | 0       |                 |                 |                 |  |
|  | Spagna     | Spagna     | Svezia     | Svezia | 0       | 2 (4)           |                 |                 |  |
|  | Spagna     | Spagna     |            |        |         | 2 (4)           |                 |                 |  |
|  | Svezia     | Svezia     | 2 (5)      |        |         | Finale 3º posto | Finale 3º posto | Finale 3º posto |  |
|  | Svezia     | Svezia     | 2 (5)      |        |         |                 |                 |                 |  |
|  |            |            |            |        |         |                 |                 |                 |  |
|  |            |            |            |        |         | Belgio          | Belgio          | 0               |  |
|  |            |            |            |        |         | Belgio          | Belgio          | 0               |  |
|  |            |            |            |        |         | Spagna          | Spagna          | 4               |  |

### Semifinali
| Arbitro: | Vesna Budimir |

|               |           |                               |
| De Caigny 29’ | Marcatori | 25’ Konat 43’ Dudek 67’ Pajor |

| Arbitro: | Vesna Budimir |

|                                                |                      |                                                           |
| García 26’ Torre 75’                           | Marcatori            | Blackstenius 27’ Karlsson 62’                             |
| Perea Torre Caldentey Guijarro Sánchez Garrote | Tiri di rigore 4 – 5 | Andersson Blackstenius Strömberg Angeldahl Björn Holmgren |

### Finale per il terzo posto
| Arbitro: | Ivana Vlaić |

|  |           |                                                            |
|  | Marcatori | 21’ (aut.) Baetens 31’ García 40+2’ Caldentey 57’ Guijarro |

### Finale
| Arbitro: | Vesna Budimir |

|             |           |  |
| Kamczyk 15’ | Marcatori |  |